# 源明子
源明子（965年—1049年8月23日）是左大臣源高明之女，母亲为藤原师辅之女爱宫。同母弟源经房。為藤原道長的側室，出身醍醐源氏。

## 生平
源明子之父源高明在被称为“安和之变”的政变中失势，遭左迁，明子成为叔父盛明亲王的养女。盛明亲王薨后，明子为表姐东三条院藤原诠子所庇护，与诠子之弟藤原道长结婚，被称为高松殿。一般说法明子是在道长与伦子结婚后的翌年（永延2年）与道长结婚的，但近年也有说法认为道长在与伦子结婚前即已与明子结婚。
她与藤原道长之间生有藤原赖宗、藤原显信、藤原能信、藤原宽子、藤原尊子、藤原长家等4男2女。与藤原道长的正室源伦子所生的4个女儿都被许配给天皇不同，明子所生的女儿宽子被许配给被赶下储位的敦明亲王，另一女尊子更是道长的女儿中唯一一位许配给臣子（源师房）而不是皇族的。同时明子所生的儿子的官階地位皆在伦子所生的二子之下。这或许是因为伦子的父亲源雅信官居左大臣，是当时政坛举足轻重的人物的缘故，道长也居住在他提供给女儿女婿的土御门府邸里，而明子的娘家已然败落，故伦子为道长的嫡妻，明子为道长的妾室。